# Ragazzo triste/The Pied Piper
Ragazzo triste/The pied piper è il 45 giri di debutto di Patty Pravo, pubblicato nel 1966 dalla ARC, con la sotto-etichetta Piper Records

## Accoglienza
Il singolo entrò nella top 20 dei singoli più venduti in Italia, superando le 200 000 copie, sebbene non si spinse oltre la diciassettesima posizione nel gennaio 1967, e la 66° dei singoli più venduti dell'anno. 

## Descrizione
In occasione dell'uscita del singolo, la ARC (appartenente al circuito della RCA Italiana) fece nascere la sotto-etichetta  Piper Records.
Gli arrangiamenti dei due brani sono curati da Carlo Pes, che suona anche le chitarre.

## I brani

### Ragazzo triste
La canzone è una cover del brano But You're Mine, scritto da Sonny Bono e lanciato da Sonny & Cher, con un testo in italiano scritto da Gianni Boncompagni.
Ragazzo triste fu presentata nel corso della trasmissione televisiva Scala Reale, abbinata alla lotteria Italia, dove tuttavia non riesce ad arrivare alle semifinali.
Ciò nonostante, Patty Pravo ottiene un discreto successo personale, e viene contattata da Mike Bongiorno per la trasmissione a quiz Giochi in famiglia, consolidando l'affermazione professionale della cantante.
Ragazzo triste è stato il primo brano ad essere trasmesso da Radio Vaticana, mentre la Rai decide di censurare il verso 
 e trasformarlo in: 
Una parodia del testo di Ragazzo triste viene pubblicata su Topolino numero 606 del 9 luglio 1967, all'interno della storia Paperino e i dobloni del triste pirata, di  Guido Martina e Giovan Battista Carpi: è La ballata del pirata triste, intonata da un elemento della  Banda Bassotti, spacciatosi per il pirata John Bassett.

### The Pied Piper
La canzone sul retro, The Pied Piper, scritta da Artie Kornfeld e Steve Duboff e lanciata da Crispian St. Peters, venne incisa nello stesso anno in italiano da Gianni Pettenati, con il titolo Bandiera gialla.

## Tracce
Lato A
1. Ragazzo triste - 3:02

Lato B
1. The Pied Piper - 2:29